# Karl Elliger
Karl Richard Gustav Elliger (* 7. März 1901 in Heppens (heute Teil von Wilhelmshaven); † 31. Oktober 1977 in Tübingen) war ein deutscher evangelischer Theologe.
Elliger studierte evangelische Theologie in Tübingen und war seit 1920 Mitglied der Studentenverbindung AV Nicaria Tübingen im SB.
Er wurde 1927 an der Universität Münster promoviert und habilitierte sich ebenda 1929. 1934 holte Albrecht Alt ihn als Assistent an die Universität Leipzig. Ab 1937 lehrte er als außerordentlicher Professor an der Evangelisch-Theologischen Fakultät in Tübingen. 1950 wurde er auf den Tübinger Lehrstuhl für Altes Testament berufen, den er bis zu seiner Emeritierung 1968 innehatte.
Elligers wichtigstes Werk war die Mitarbeit an der Edition der Biblia Hebraica Stuttgartensia. Daneben verfasste er zahlreiche Aufsätze und Kommentare zu Büchern des Alten Testaments.
Sein jüngerer Bruder war der Kirchenhistoriker Walter Elliger. Sein Sohn war der Klassische Philologe Winfried Elliger.
Schüler von ihm waren Hartmut Gese und Siegfried Mittmann.

## Schriften (Auswahl)
- Die Einheit des Tritojesaia (Jesaia 56–66) (= Beiträge zur Wissenschaft vom Alten und Neuen Testament, III, 9). W. Kohlhammer, Stuttgart 1928.
- Deuterojesaja in seinem Verhältnis zu Tritojesaja (= Beiträge zur Wissenschaft vom Alten und Neuen Testament, IV, 22). W. Kohlhammer, Stuttgart 1933.
- Studien zum Habakuk-Kommentar vom Toten Meer (= Beiträge zur historischen Theologie. 15). J. C. B. Mohr, Tübingen 1953.
- Leviticus (= Handbuch zum Alten Testament. Erste Reihe. 4). J.C.B. Mohr, Tübingen 1966.
- Kleine Schriften zum Alten Testament (= Theologische Bücherei, Neudrucke und Berichte aus dem 20. Jahrhundert. 32). Chr. Kaiser, München 1966.
- Deuterojesaja. Teilband 1: Jesaja 40,1 – 45,7 (= Biblischer Kommentar Altes Testament. 11,1). Neukirchener Verlag, Neukirchen-Vluyn 1978.